# Micrurus
ex-Elaps
Genre
Synonymes
- Leptomicrurus Schmidt, 1937

Micrurus est un genre de serpents de la famille des Elapidae. Ce sont des serpents venimeux de type « serpent corail ».

## Répartition
Les 79 espèces de ce genre se rencontrent en Amérique.

## Description
La plupart de ces serpents ont des anneaux colorés rouges, jaunes ou noirs. Il s'agit de couleurs dites « aposématiques », c'est-à-dire destinées à avertir de la dangerosité de l'animal. Pour cette raison, certains serpents de familles très éloignées miment cette apparence pour impressionner leurs prédateurs éventuels, comme la « couleuvre faux-corail » Lampropeltis triangulum.

## Étymologie
Le genre Micrurus, du grec , mikros, « petit », et οὐρά, oura, « queue », a été choisi en référence à la queue courte que présentent ces espèces (d'un point de vue squelettique).

## Liste des espèces
Selon The Reptile Database (11 septembre 2015) :
- Micrurus albicinctus Amaral, 1925
- Micrurus alleni Schmidt, 1936
- Micrurus altirostris (Cope, 1860)
- Micrurus ancoralis Jan, 1872
- Micrurus annellatus Peters, 1871
- Micrurus averyi Schmidt, 1939
- Micrurus baliocoryphus (Cope, 1862)
- Micrurus bernadi (Cope, 1887)
- Micrurus bocourti (Jan, 1872)
- Micrurus bogerti Roze, 1967
- Micrurus brasiliensis Roze, 1967
- Micrurus browni Schmidt & Smith, 1943
- Micrurus camilae Renjifo & Lundberg, 2003
- Micrurus catamayensis Roze, 1989
- Micrurus circinalis (Duméril, Bibron & Duméril, 1854)
- Micrurus clarki Schmidt, 1936
- Micrurus collaris (Schlegel, 1837)
- Micrurus corallinus (Merrem, 1820)
- Micrurus decoratus (Jan, 1858)
- Micrurus diana Roze, 1983
- Micrurus diastema (Duméril, Bibron & Duméril, 1854)
- Micrurus dissoleucus Cope, 1860
- Micrurus distans Kennicott, 1860
- Micrurus dumerilii Jan, 1858
- Micrurus elegans Jan, 1858
- Micrurus ephippifer (Cope, 1886)
- Micrurus filiformis (Günther, 1859)
- Micrurus frontalis Duméril, Bibron & Duméril, 1854
- Micrurus fulvius (Linnaeus, 1766)
- Micrurus hemprichii (Jan, 1858)
- Micrurus hippocrepis (Peters, 1862)
- Micrurus ibiboboca (Merrem, 1820)
- Micrurus isozonus (Cope, 1860)
- Micrurus langsdorffi (Wagler, 1824)
- Micrurus laticollaris Peters, 1870
- Micrurus latifasciatus Schmidt, 1933
- Micrurus lemniscatus (Linnaeus, 1758)
- Micrurus limbatus Fraser, 1964
- Micrurus margaritiferus Roze, 1967
- Micrurus medemi Roze, 1967
- Micrurus meridensis Roze, 1989
- Micrurus mertensi Schmidt, 1936
- Micrurus mipartitus (Duméril, Bibron & Duméril, 1854)
- Micrurus mosquitensis Schmidt, 1933
- Micrurus multifasciatus Jan, 1858
- Micrurus multiscutatus Rendahl & Vestergren, 1941
- Micrurus narduccii (Jan, 1863)
- Micrurus nattereri Schmidt, 1952
- Micrurus nebularis Roze, 1989
- Micrurus nigrocinctus (Girard, 1854)
- Micrurus obscurus (Jan, 1872)
- Micrurus oligoanellatus Ayerbe & López, 2002
- Micrurus ornatissimus (Jan, 1858)
- Micrurus pacaraimae Morato De Carvalho, 2002
- Micrurus pachecogili Campbell, 2000
- Micrurus paraensis Da Cunha & Nascimento, 1973
- Micrurus peruvianus Schmidt, 1936
- Micrurus petersi Roze, 1967
- Micrurus potyguara Pires, Da Silva Jr, Feitosa, Costa-Prudente, Preira-Filho & Zaher, 2014
- Micrurus proximans Smith & Chrapliwy, 1958
- Micrurus psyches (Daudin, 1803)
- Micrurus putumayensis Lancini, 1962
- Micrurus pyrrhocryptus (Cope, 1862)
- Micrurus remotus Roze, 1987
- Micrurus renjifoi (Lamar, 2003)
- Micrurus ruatanus (Günther, 1895)
- Micrurus sangilensis Niceforo Maria, 1942
- Micrurus scutiventris (Cope, 1869)
- Micrurus serranus Harvey, Aparicio & Gonzalez, 2003
- Micrurus silviae Di Bernardo, Borges-Martins & Da Silva, 2007
- Micrurus spixii Wagler, 1824
- Micrurus spurrelli (Boulenger, 1914)
- Micrurus steindachneri (Werner, 1901)
- Micrurus stewarti Barbour & Amaral, 1928
- Micrurus stuarti Roze, 1967
- Micrurus surinamensis (Cuvier, 1817)
- Micrurus tamaulipensis Lavin-Murcio & Dixon, 2004
- Micrurus tener Baird & Girard, 1853
- Micrurus tikuna Feitosa, Da Silva Jr, Pires, Zaher & Costa-Prudente, 2015
- Micrurus tschudii Jan, 1858

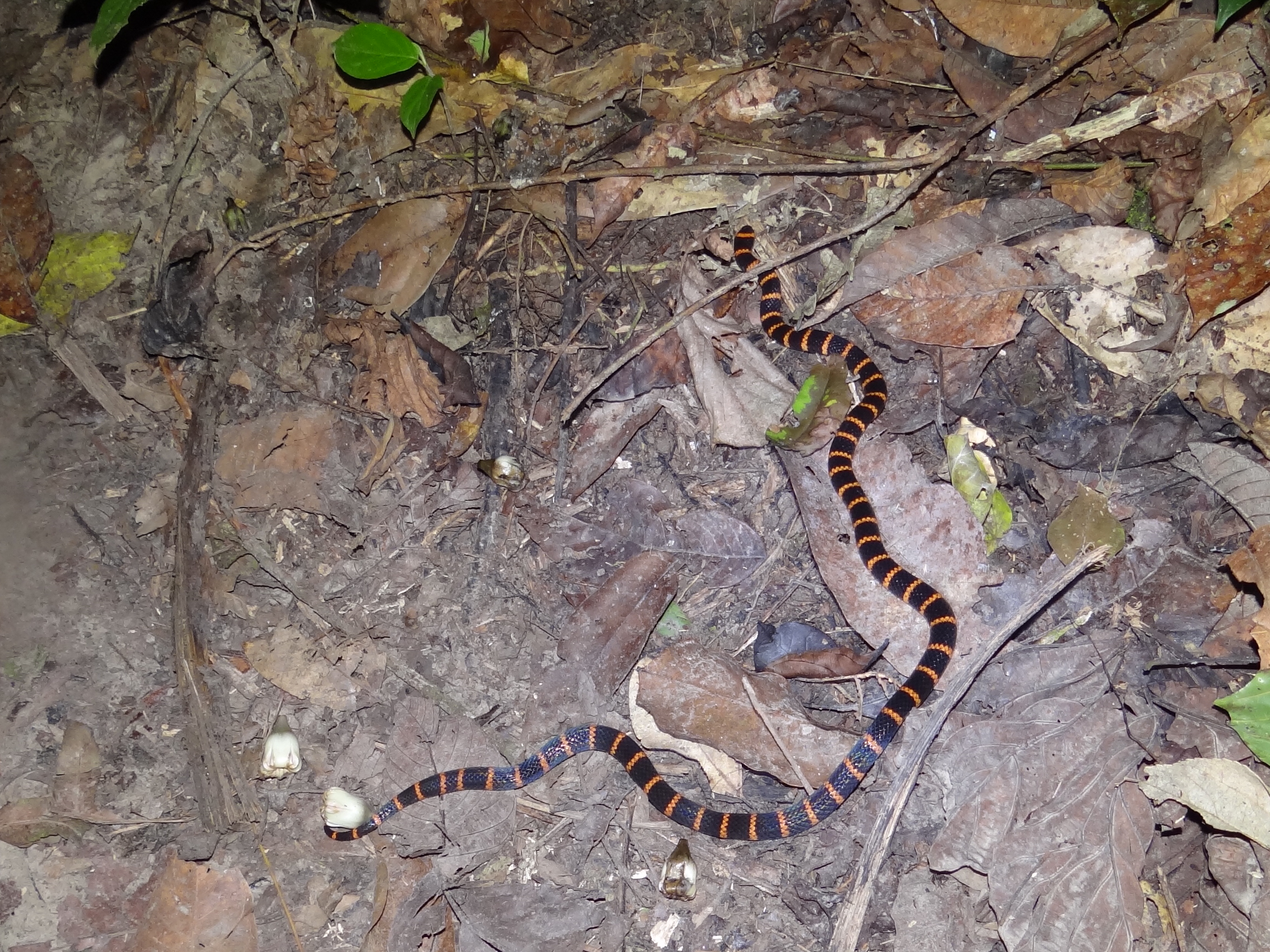
Micrurus annellatus
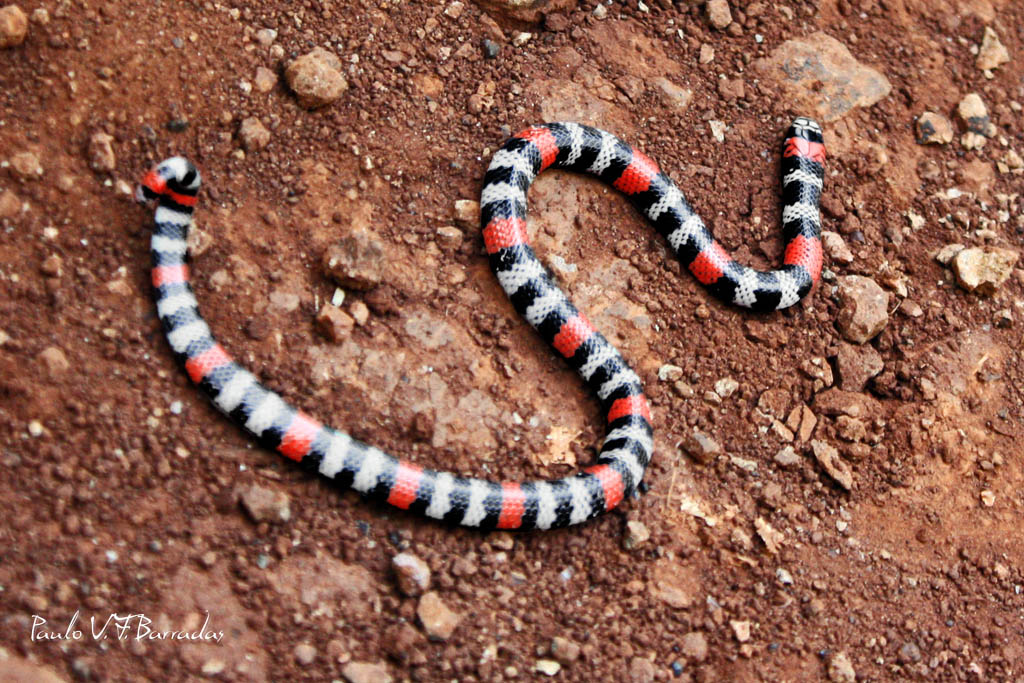
Micrurus baliocoryphus
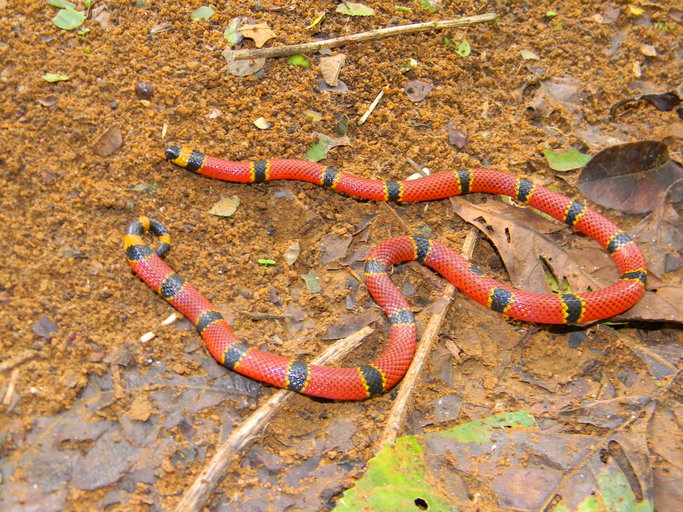
Micrurus browni
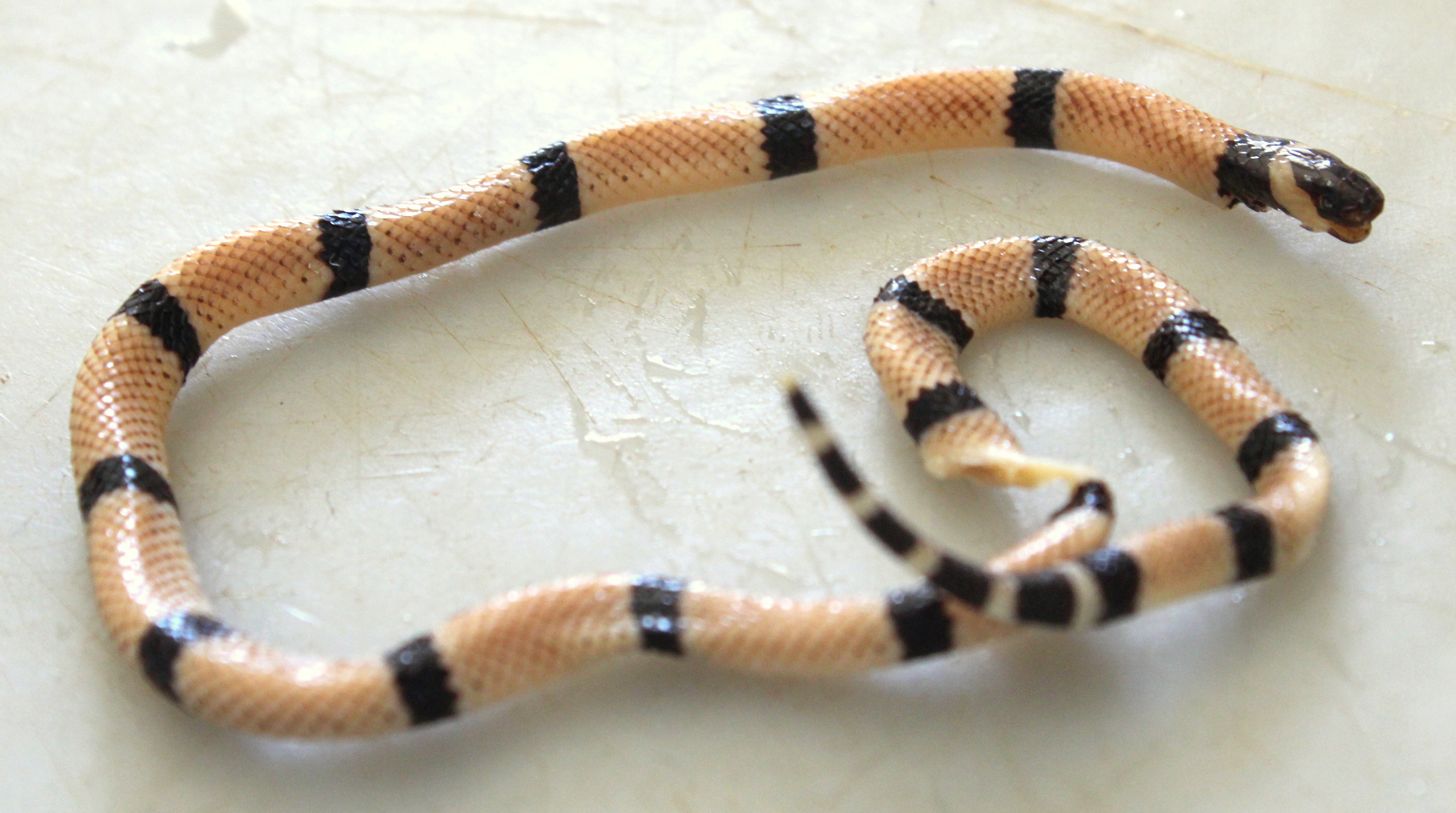
Micrurus corallinus
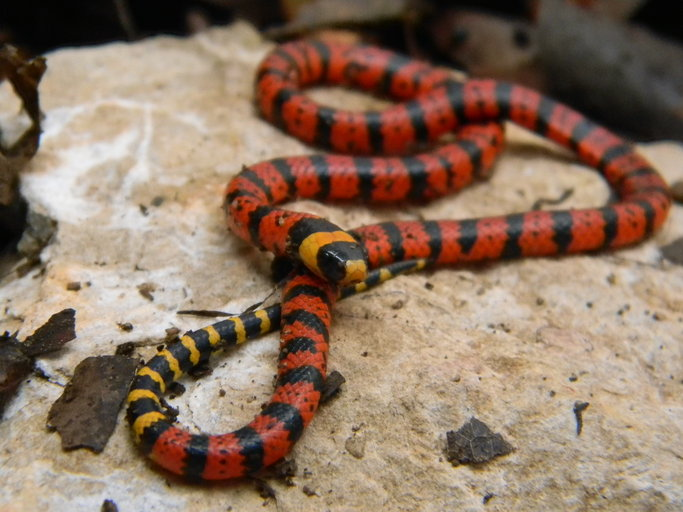
Micrurus diastema
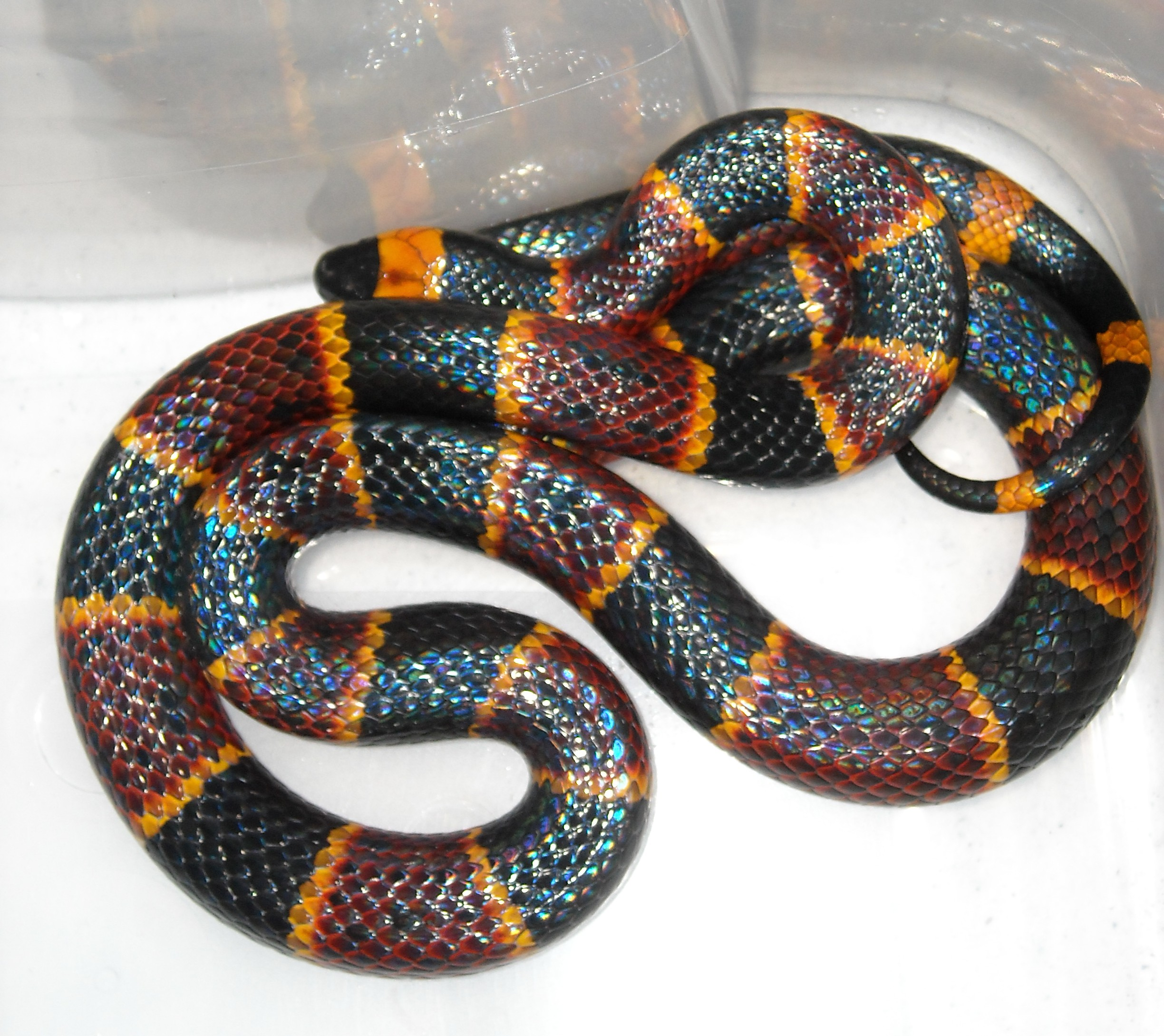
Micrurus fulvius
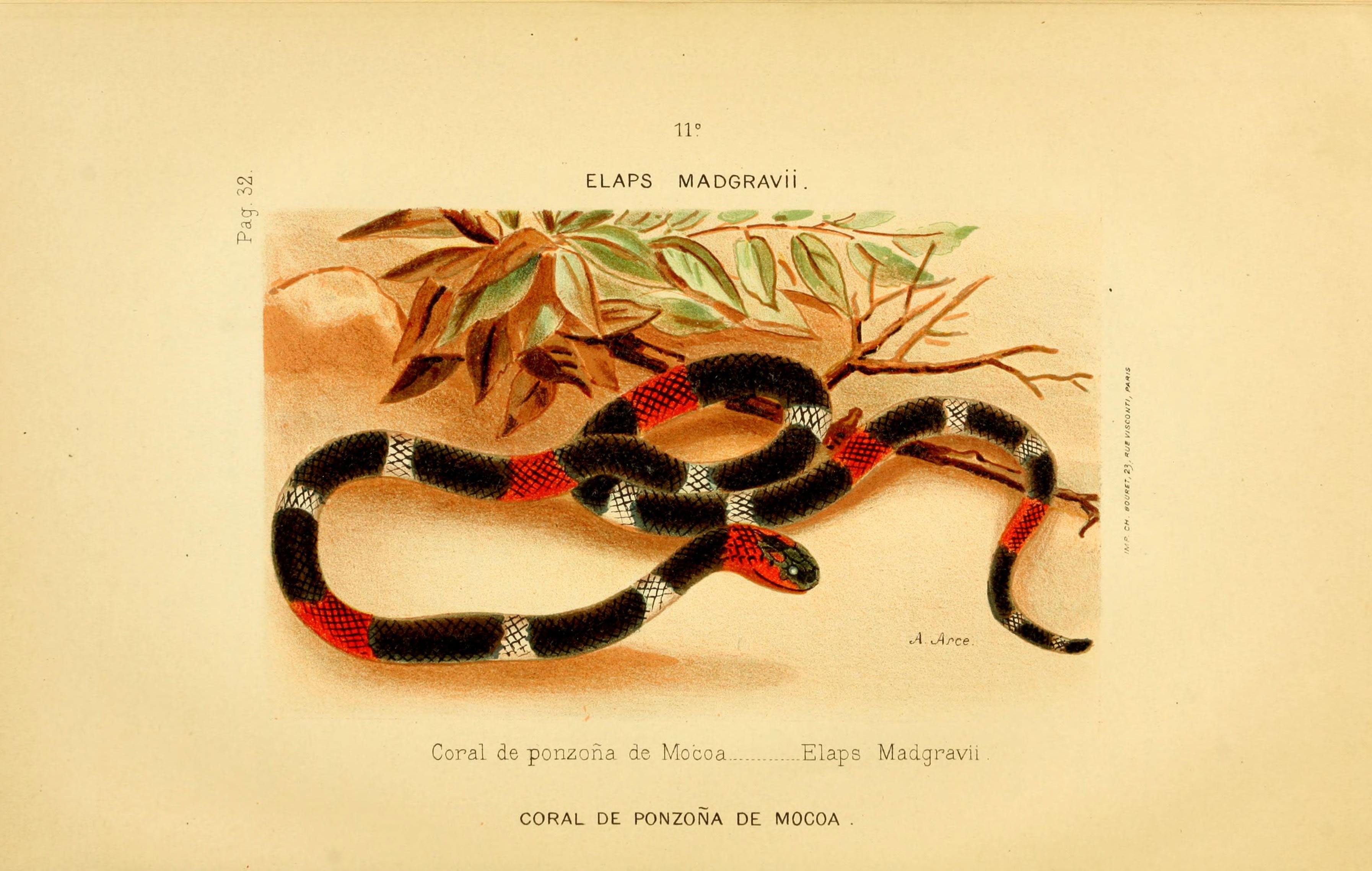
Micrurus ibiboboca
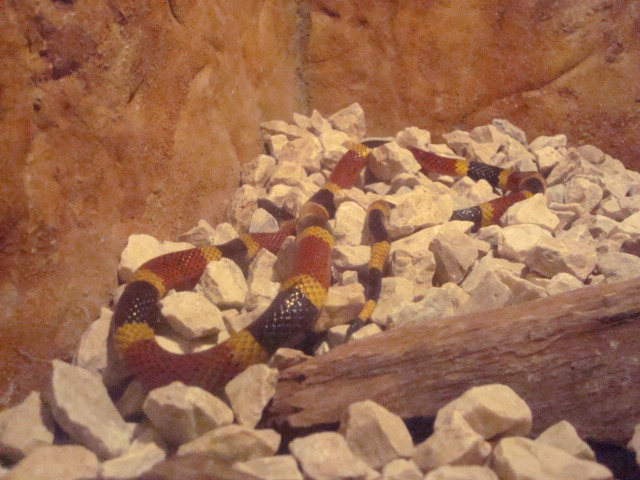
Micrurus mosquitensis
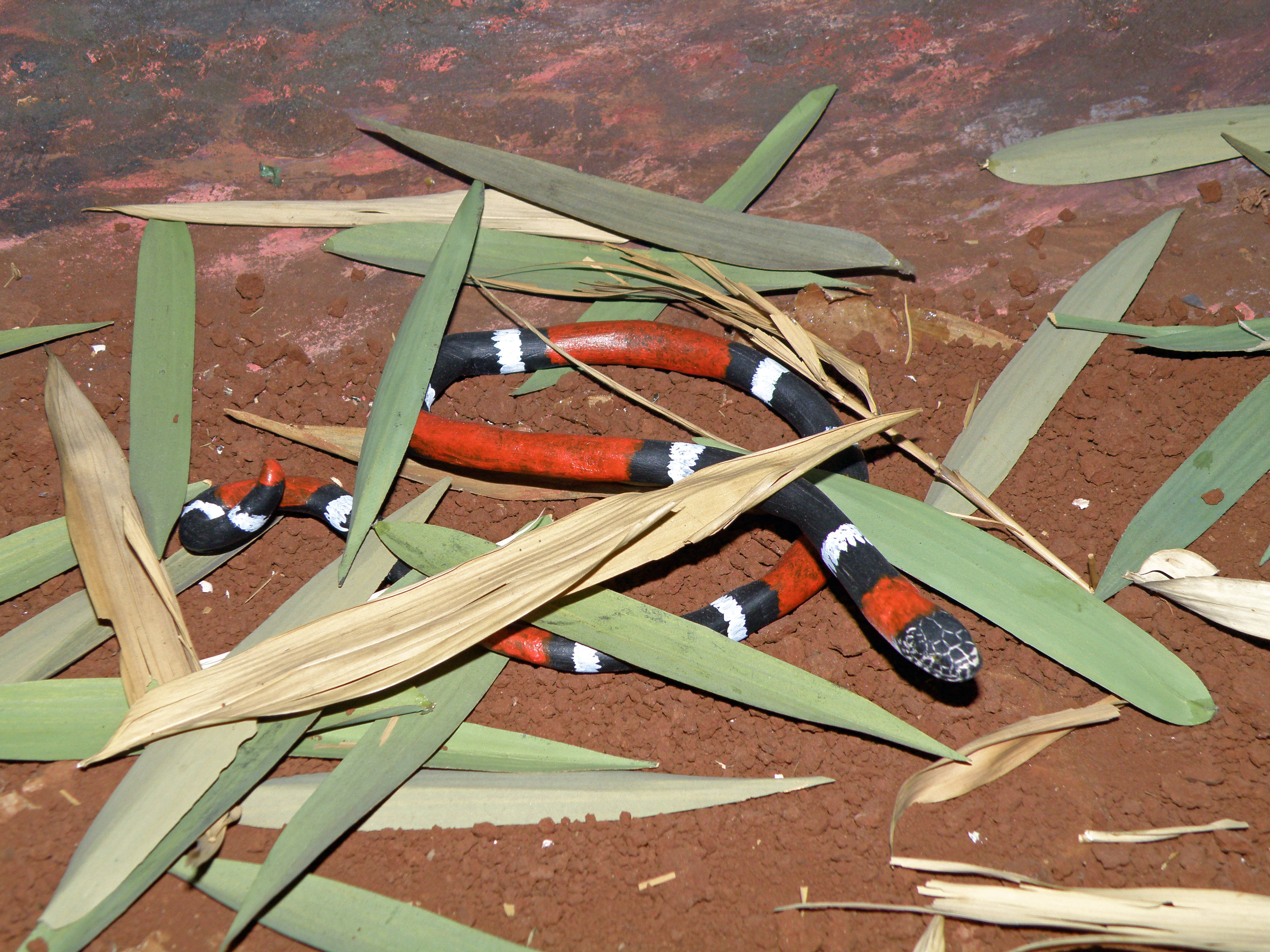
Micrurus pyrrhocryptus
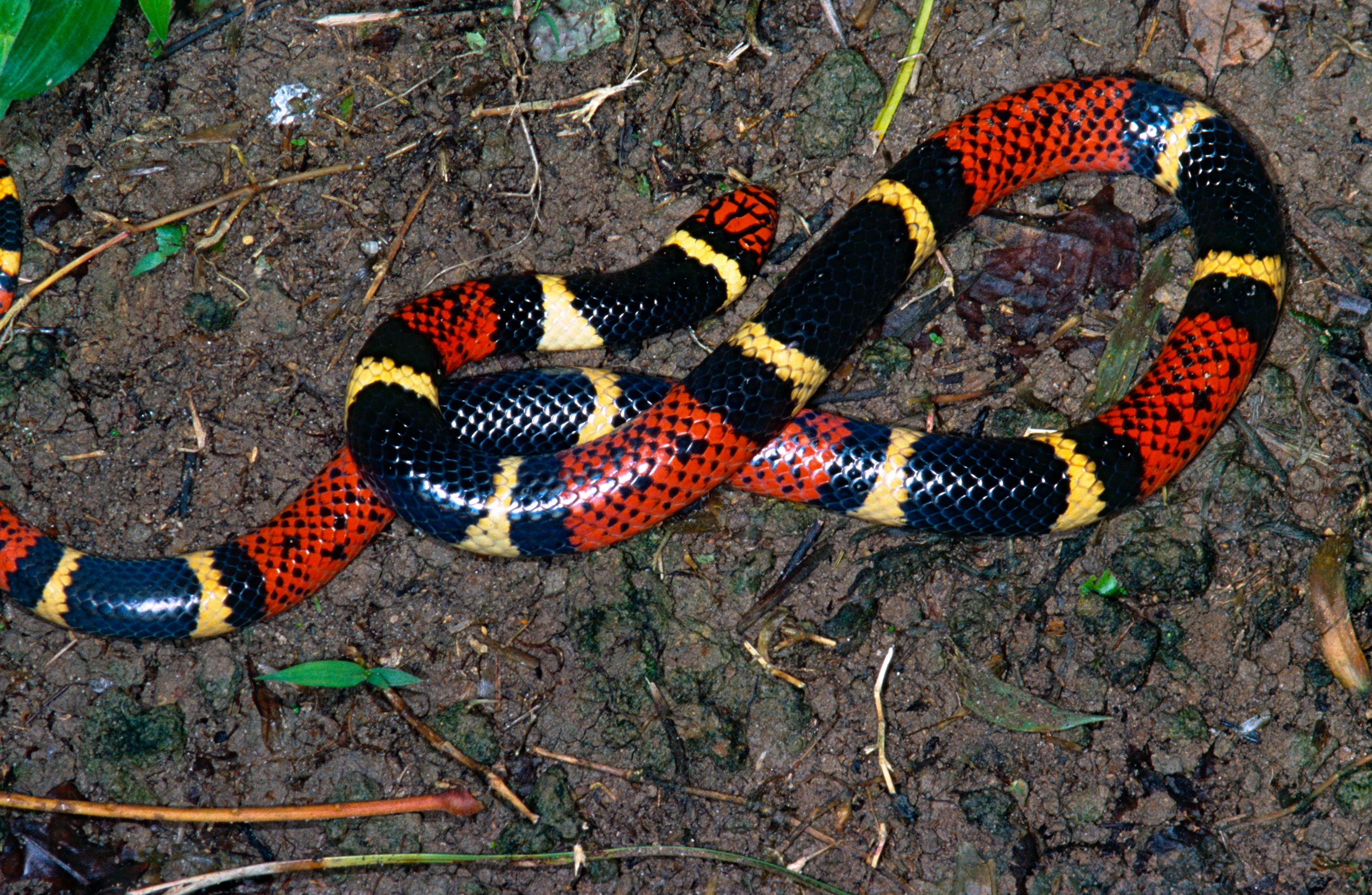
Micrurus surinamensis
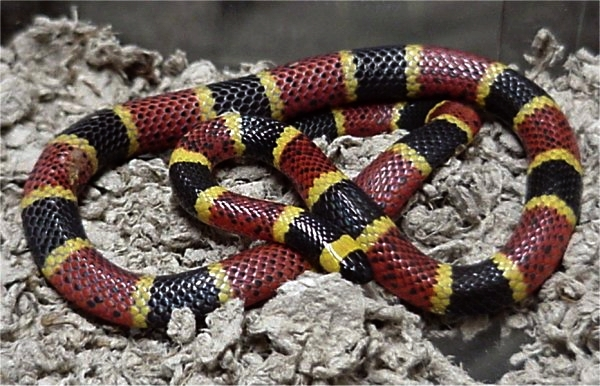
Micrurus tener

## Publications originales
- Schmidt, 1937 : The history of Elaps collaris Schlegel 1837-1937. Zoological Series of Field Museum of Natural History, vol. 20, no 26, p. 361-364 (texte intégral).
- Wagler, 1824 : Serpentum Brasiliensium species novae, ou histoire naturelle des espèces nouvelles de serpens. in Jean de Spix, Animalia nova sive species novae, p. 1-75 (texte intégral).